# Eilandsraadverkiezingen Curaçao 2007
Op 20 april 2007 vonden in Curaçao verkiezingen plaats voor de eilandsraad van Curaçao.

## Systematiek
De 21 zetels in de Eilandsraad werden gekozen door middel van het systeem van evenredige vertegenwoordiging. Partijen die al in de Eilandsraad vertegenwoordigd waren, werden toegelaten tot de verkiezingen. Nieuwe partijen moesten voordien bij ondersteuningsverkiezingen een kiesdrempel overschrijden. Deze drempel is wettelijk vastgelegd op 1% van het aantal geldige stemmen bij de vorige verkiezingen.

## Ondersteuningsverkiezingen
Op 10 en 11 maart 2007 werden ondersteuningsverkiezingen gehouden. Hieraan namen negen partijen deel, waarvan vier de kiesdrempel van 672 stemmen behaalden.

## Deelnemende partijen
| Lijst | Partij                          | Lijsttrekker            |
| ----- | ------------------------------- | ----------------------- |
| 1     | Partido Laboral Krusada Popular | Errol Cova              |
| 2     | Frente Obrero Liberashon        | Anthony Godett          |
| 3     | Partido Democraat               | Norbert George          |
| 4     | Movementu Sosial Laboral        | C.L. Prince             |
| 5     | Un Pueblo Nobo                  | J.A.M. Bakhuis-Trinidad |
| 6     | Partido Antiá Restrukturá       | Emily de Jongh-Elhage   |
| 7     | Pueblo Soberano                 | Helmin Wiels            |
| 8     | Lista Niun Paso Atras           | N.M. Pierre             |
| 9     | Partido Nashonal di Pueblo      | Zus de Lannooy          |
| 10    | Forsa Kòrsou                    | Nelson Navarro          |
| 11    | MAN                             | Charles Cooper          |

## Uitslag
De uitslag werd bekendgemaakt door het Hoofdstembureau Curaçao.

### Opkomst
|                          | 2003    | 2003      | 2007    | 2007  |
| # stemmen                | %       | # stemmen | %       |       |
| ------------------------ | ------- | --------- | ------- | ----- |
| Kiesgerechtigden         | 109.629 |           | 112.541 |       |
| Niet opgekomen           | 41.508  | 37,86     | 37.628  | 33,43 |
| Opkomst                  | 68.121  | 62,14     | 74.913  | 66,57 |
| Blanco/ongeldige stemmen | 948     | 1,39      | 469     | 0,63  |
| Geldige stemmen          | 67.173  | 98,61     | 74.444  | 99,37 |

### Stemmen en zetelverdeling
| Partij                   | 2003      | 2003  | 2003   | 2007      | 2007  | 2007   | verschil | verschil |
| Partij                   | # stemmen | %     | zetels | # stemmen | %     | zetels | %        | zetels   |
| ------------------------ | --------- | ----- | ------ | --------- | ----- | ------ | -------- | -------- |
| PAR                      | 13.710    | 20,41 | 5      | 20.862    | 28,02 | 7      | +7,61    | +2       |
| MAN                      | 6.274     | 9,34  | 2      | 13.923    | 18,70 | 5      | +9,36    | +3       |
| FOL                      | 22.745    | 33,86 | 8      | 7.648     | 10,27 | 2      | -23,59   | -6       |
| PNP                      | 7.153     | 10,65 | 2      | 7.558     | 10,15 | 2      | -0,50    | 0        |
| LNPA                     | 3.819     | 5,69  | 1      | 6.304     | 8,47  | 2      | +2,78    | +1       |
| PS                       | -         | -     | -      | 5.494     | 7,38  | 1      | +7,38    | +1       |
| FK                       | -         | -     | -      | 4.932     | 6,63  | 1      | +6,63    | +1       |
| DP                       | 2.519     | 3,75  | 0      | 3.813     | 5,12  | 1      | +1,37    | +1       |
| Un Pueblo Nobo           | -         | -     | -      | 1.651     | 2,22  | 0      | +2,22    | 0        |
| PLKP                     | 8.785     | 13,08 | 3      | 1.227     | 1,65  | 0      | -11,43   | -3       |
| MSL                      | -         | -     | -      | 1.032     | 1,39  | 0      | +1,39    | 0        |
| overige partijen in 2003 | 2.168     | 3,23  | 0      | -         | -     | -      | -3,23    | 0        |
| Totaal                   | 67.173    | 100   | 21     | 74.444    | 100   | 21     |          | 0        |

## Einde zittingsperiode
De zittingsperiode van de Eilandsraad eindigde na de eilandsraadverkiezingen van 27 augustus 2010.